# 8711 Lukeasher
8711 Lukeasher è un asteroide della fascia principale. Scoperto nel 1994, presenta un'orbita caratterizzata da un semiasse maggiore pari a 2,7005599 UA e da un'eccentricità di 0,0619931, inclinata di 27,20927° rispetto all'eclittica.